# Palais d'Été
Ne doit pas être confondu avec Ancien palais d'Été ou Palais d'Été (Saint-Pétersbourg).
Pour l’article ayant un titre homophone, voir Palais des thés.
Le palais d'Été (chinois simplifié : 颐和园 ; chinois traditionnel : 頤和園 ; pinyin : yíhéyuán ; litt. « Jardins de l'harmonie préservée ») est un palais situé à Pékin, en république populaire de Chine.
Il a été construit par l'impératrice Cixi à partir de 1886 non loin de l'ancien palais d'Été incendié en octobre 1860 par le corps expéditionnaire franco-anglais lors de la seconde guerre de l'opium.

## Situation et accès
Le palais d'Été est situé dans le district de Haidian, à l'ouest de l'ancien palais d'Été.
Le site est desservi par la station Beigongmen de la ligne 4 du métro de Pékin.

## Description
Les sites principaux du palais d'Été sont la colline de la Longévité (万寿山, wàn shòu shān) et le lac de Kunming (昆明湖, kūn míng hú). L'ensemble couvre une surface de 2,9 km2, dont les trois-quarts sont occupés par le plan d'eau. Sur les 70 000 m2 de surface construite, on trouve une grande diversité de jardins, palais et autres édifices de style classique chinois.
Le lac de Kunming est traversé par le pont aux Dix-sept arches (十七孔桥, shí qī kǒng qiáo).
D'autres sites remarquables du palais d'Été comprennent, entre autres, la rue Suzhou (苏州街) et le Long Couloir (长廊).

## Histoire
Le palais d'Été a été construit par l'impératrice Cixi à partir de 1886 non loin de l'ancien palais d'Été incendié en octobre 1860 par le corps expéditionnaire franco-anglais lors de la seconde guerre de l'opium. En 1888, elle dépensa des sommes considérables pour rebâtir et agrandir le Yiheyuan (Jardin où l'on cultive la concorde). On lui reprocha vivement d'avoir utilisé des fonds originellement destinés à la marine impériale chinoise.
Le palais eut à subir des dommages en août 1900 lors d'une nouvelle occupation de Pékin par les troupes occidentales de l'Alliance des huit nations au cours de la révolte des Boxers.
En décembre 1998, l'UNESCO inclut le palais d'Été dans sa liste du patrimoine mondial. Elle le qualifie d'« expression exceptionnelle de l'art créatif du jardin paysager chinois, intégrant réalisations humaines et nature en un tout harmonieux ».

## Galerie

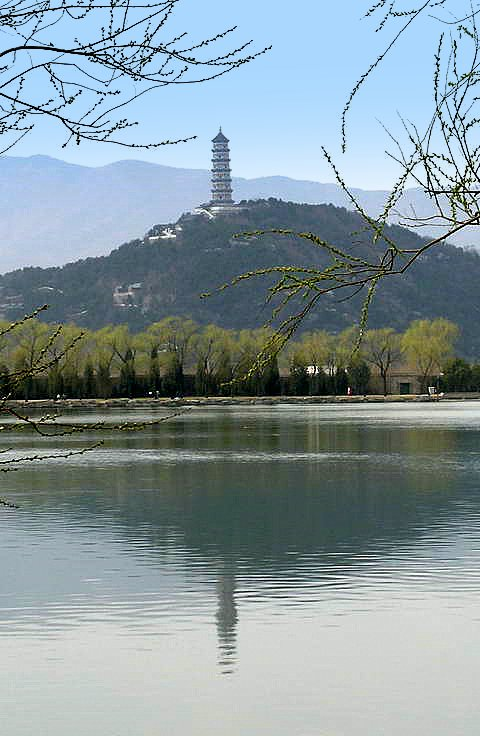
Le lac Kunming et la pagode Yu Feng sur la colline Yu Quan.
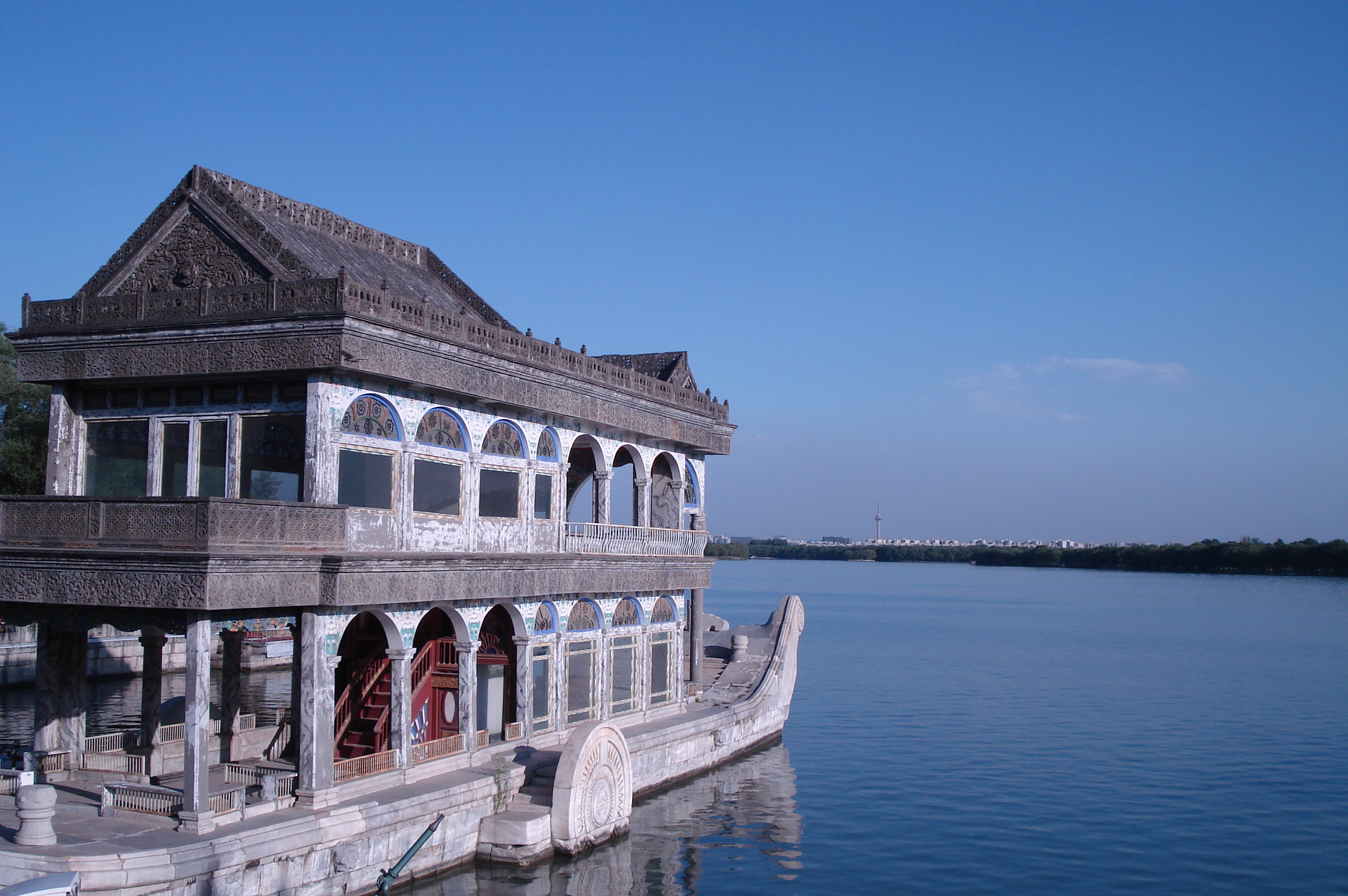
Le bateau de marbre.
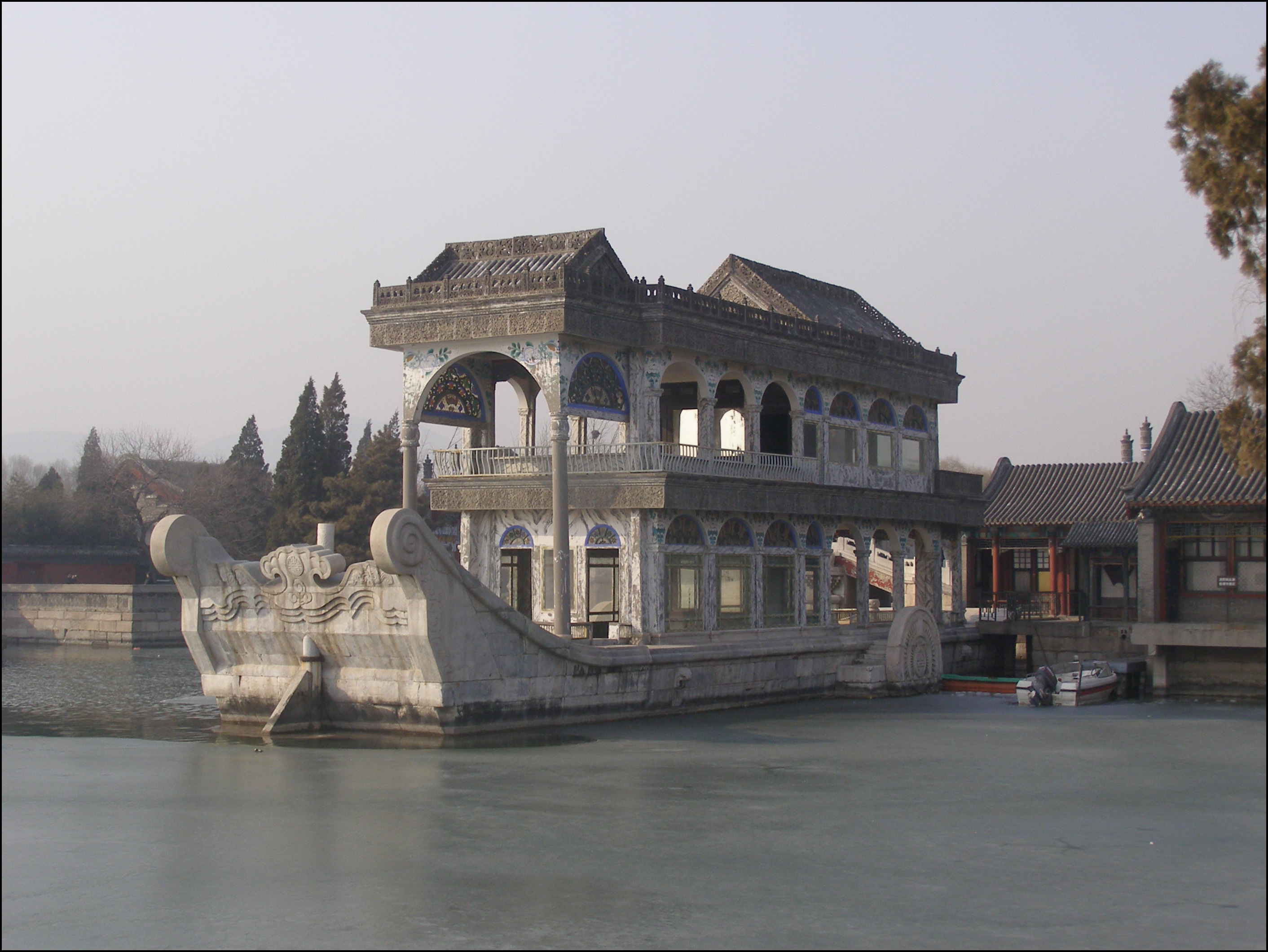
Le bateau de marbre entouré par la glace en hiver.
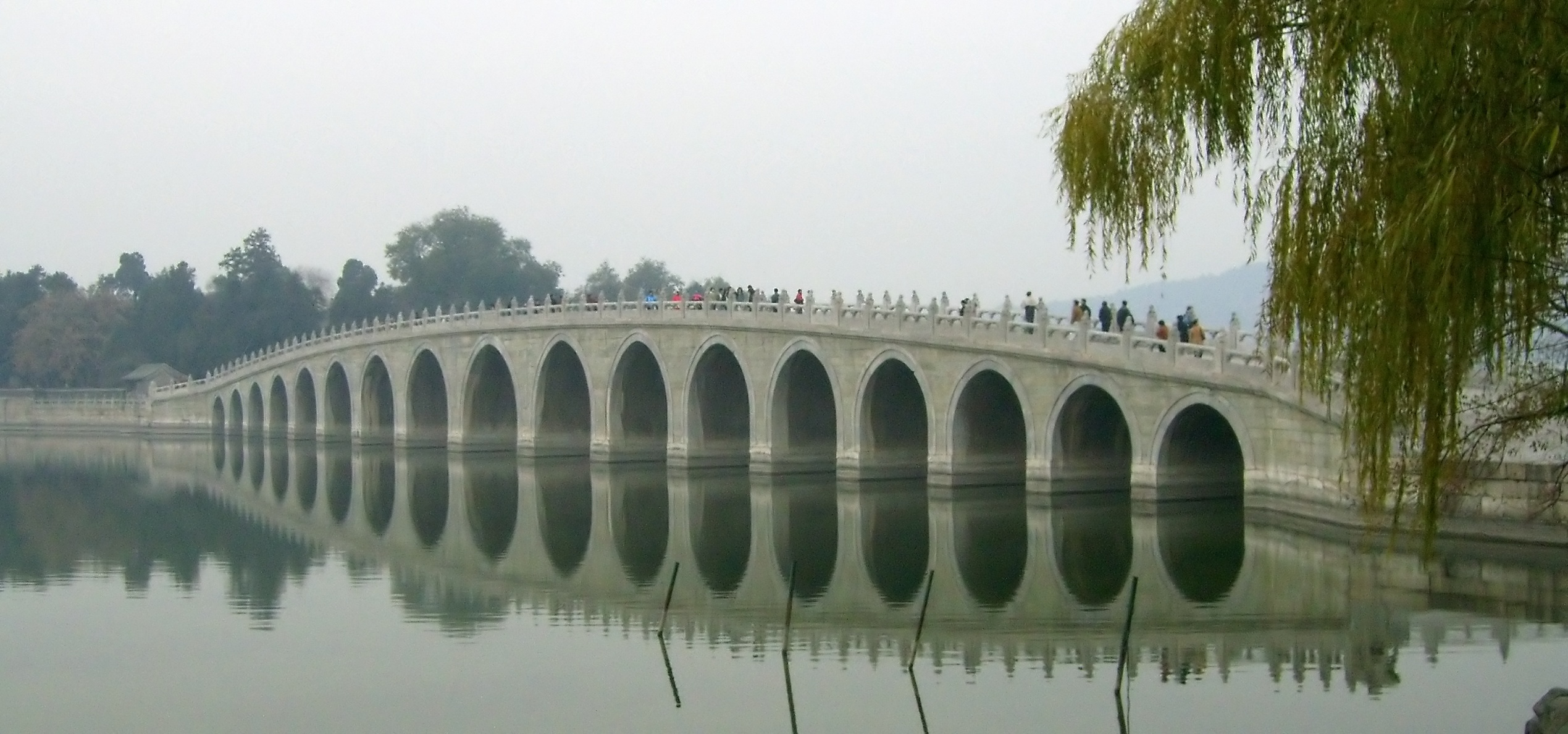
Le pont aux dix-sept arches.
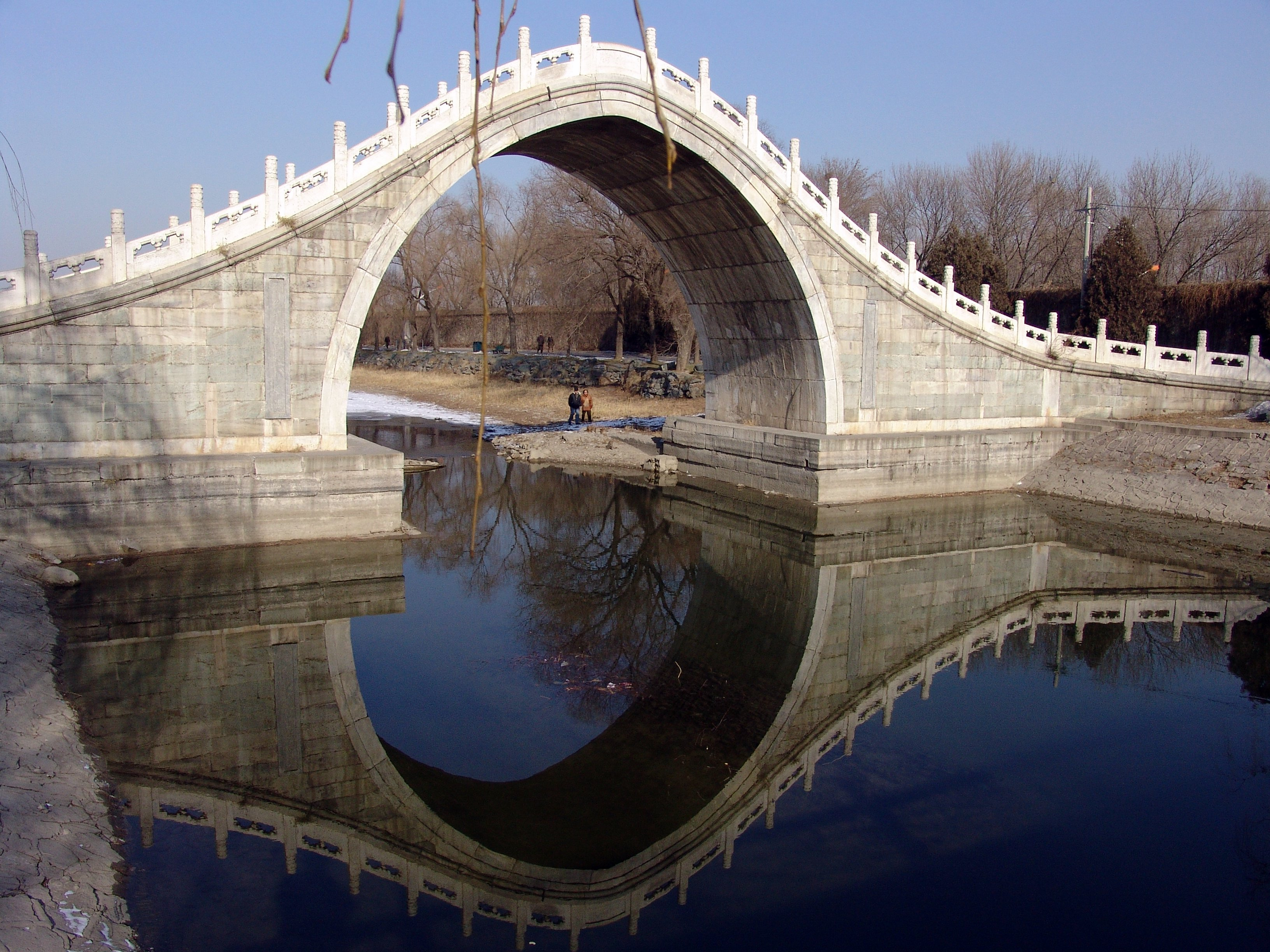
Le pont Gaoliang.
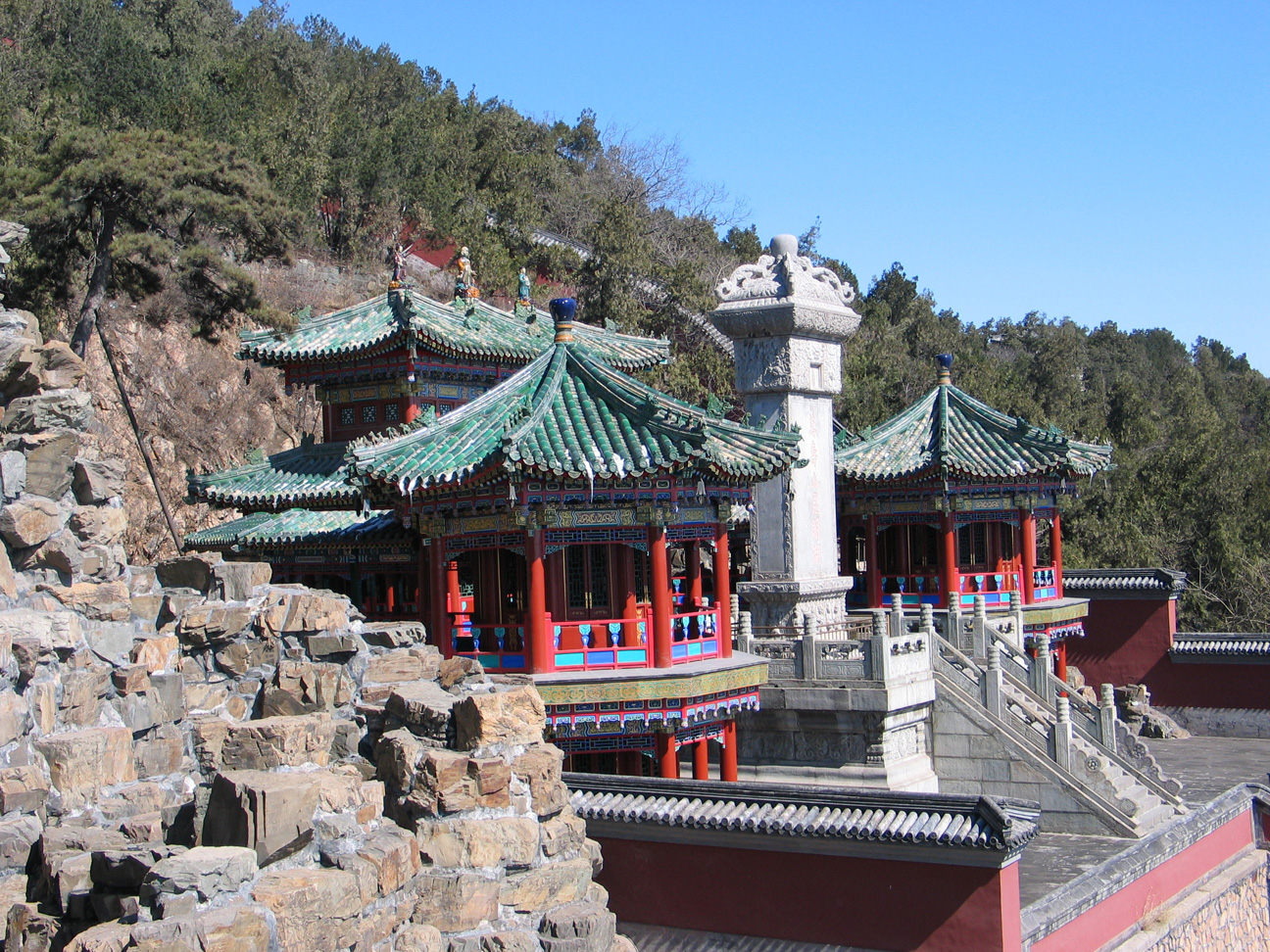
Le palais de la Bienveillance et de la Longévité.
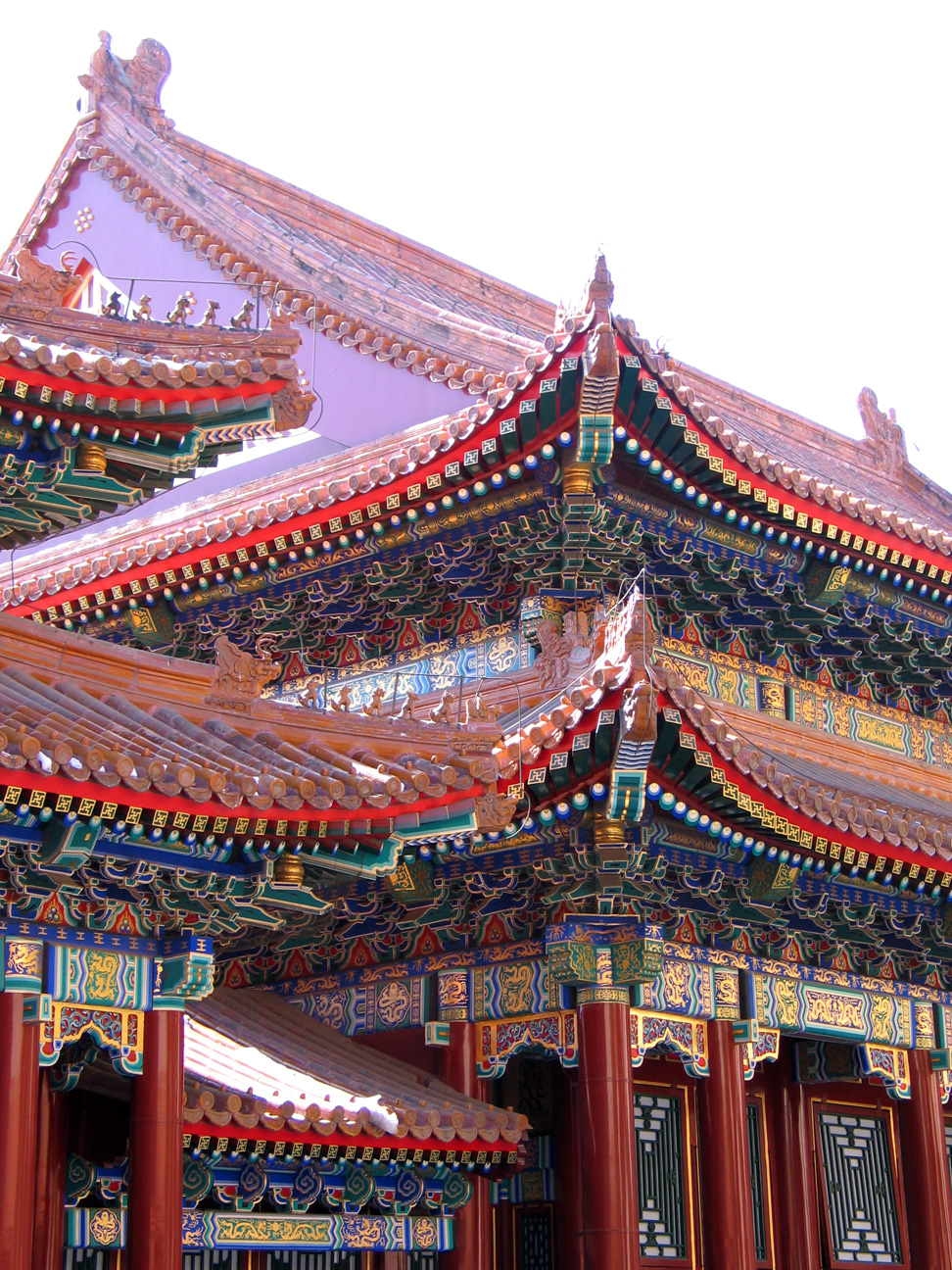
Toits du palais des nuages ordonnés.
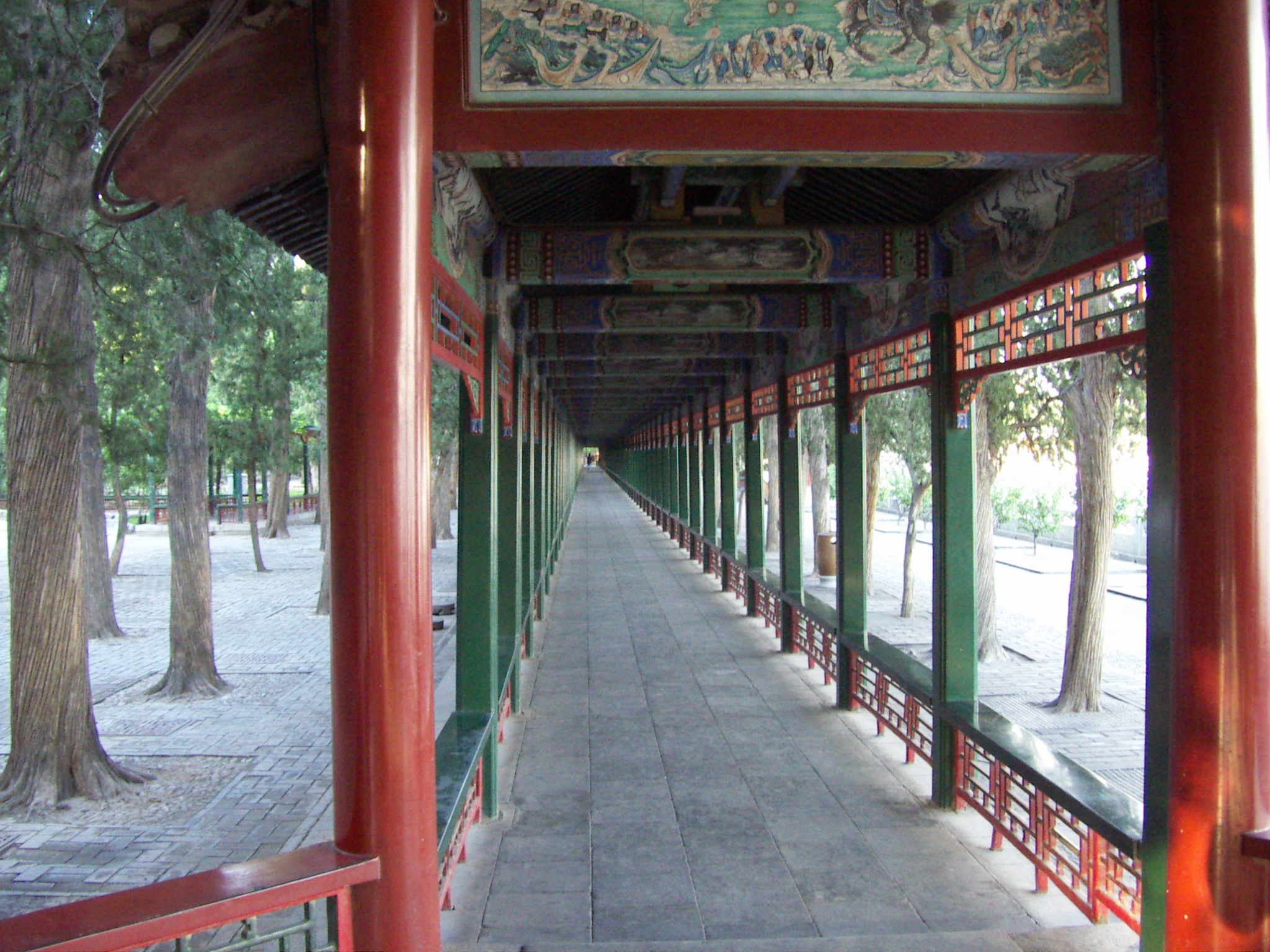
La galerie couverte.
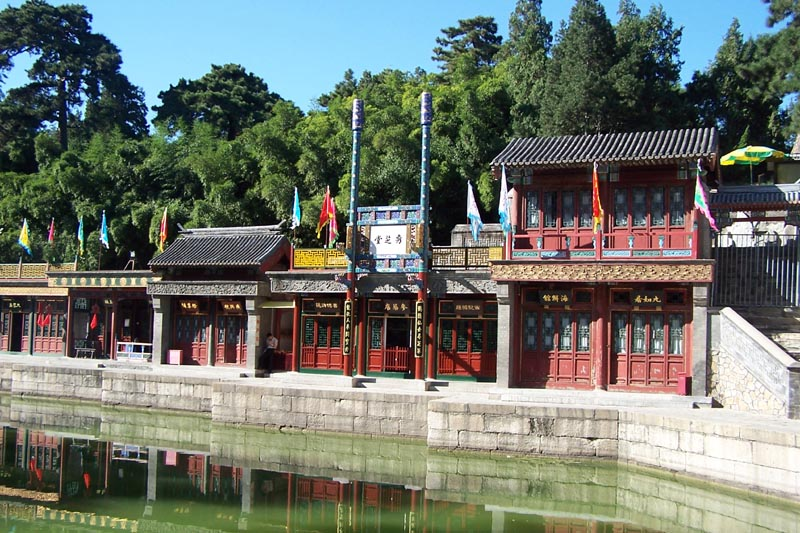
La rue Suzhou.